# Complesso museale di San Francesco (Montefalco)
Il Complesso museale di San Francesco è un prestigioso museo dell'Umbria, grazie alla qualità dei materiali che compongono la raccolta e alla veste monumentale del complesso. Importante testimonianza della pittura rinascimentale dei secoli XV-XVI, è composto da: Chiesa di San Francesco, Pinacoteca civica, sezione Archeologica, cantine dei frati e spazi espositivi per mostre temporanee.

## Storia
Il primo insediamento dei frati francescani nel territorio di Montefalco risale alla prima metà del XIII secolo con la costruzione della Chiesa di Santa Maria della Selvetta, a Camiano, frazione poco lontana dal centro storico. Negli anni i frati cercarono di avvicinarsi alle mura cittadine, con la costruzione di una nuova chiesa dedicata ai Santi Filippo e Giacomo, nella zona del belvedere dell'attuale via Ringhiera Umbra. Solo nel 1335 ottennero un appezzamento di terreno all'interno della cerchia muraria, nel rione di Collemora e costruirono l'attuale chiesa dedicata al Santo fondatore dell'Ordine. L'edificio venne terminato in pochissimi anni (1335- 1338), realizzato grazie a cospicue offerte e lasciti testamentari, con i quali i frati poterono finanziare anche la ricca decorazione interna e un primo nucleo del convento. L'ampliamento del dormitorio risale alla fine del 1600 quando, per meglio ospitare la comunità dei frati che si era allargata, si sacrificò una buona parte del chiostro attiguo al lato sinistro della chiesa; una parte delle colonne è ancora visibile nel terzo ambiente delle antiche cantine. La comunità francescana rimase nel complesso fino al 1861, quando con la proclamazione del Regno d'Italia vennero confiscati i beni di proprietà del convento, i frati allontanati dalle attività liturgiche e dagli alloggi. Il convento venne adibito ad ospedale civile, mentre la chiesa già nel XIX secolo subì interventi di restauro e manutenzione, con lo scopo di conservarne l'ingente patrimonio artistico ed accolse i beni confiscati alle comunità religiose, confluito in un primo momento nella ex chiesa di San Filippo Neri.
Il progetto per la realizzazione di una nuova sistemazione museale più adatta alla conservazione e ad una migliore fruizione delle opere esposte, si realizza nel 1990, con l'acquisizione e il ripristino di alcuni locali ex conventuali, che determinano l'organizzazione della struttura museale su tre livelli espositivi: la chiesa al piano terra, la Pinacoteca al primo piano e la Cripta nei seminterrati. Lo spazio espositivo si è ampliato ulteriormente nel 2006. I lavori eseguiti nei sotterranei,   finalizzati al ripristino dello spazio sottostante la navata (un tempo adibito ad ossario), hanno restituito tre corridoi voltati che oggi ospitano mostre di arte contemporanea. Gli scavi, inoltre, hanno portato alla luce le antiche cantine del convento, destinate alla produzione e alla conservazione del vino

## Percorso espositivo

### Pinacoteca
Il percorso espositivo del Complesso museale inizia con la Pinacoteca, dove sono conservate principalmente le opere mobili entrate a far parte del patrimonio comunale, in seguito alla soppressione delle corporazioni religiose del territorio.
Lo spazio è organizzato in quattro sale, dove sono esposte in ordine cronologico opere datate tra il XV e il XVII secolo.

#### Opere principali
Sala 1
- Assunzione, Anton Maria Garbi, XVIII secolo, Olio su tela. L'opera, proveniente dalla ex chiesa di San Filippo Neri, per lo schema compositivo risulta essere una derivazione dall'Assunta realizzata da Guido Reni nel 1637 per il Cardinale Luigi Capponi[5].

- Madonna con Bambino e San Giovannino e Santi Nicola di Bari e Francesco d'Assisi, Simeone Ciburri, 1605, Olio su tela. Il dipinto, già nella chiesa di San Francesco al Prato di Perugia, è considerata una delle migliori opere del pittore perugino che evidenzia influssi stilistici senesi dell'epoca[6].

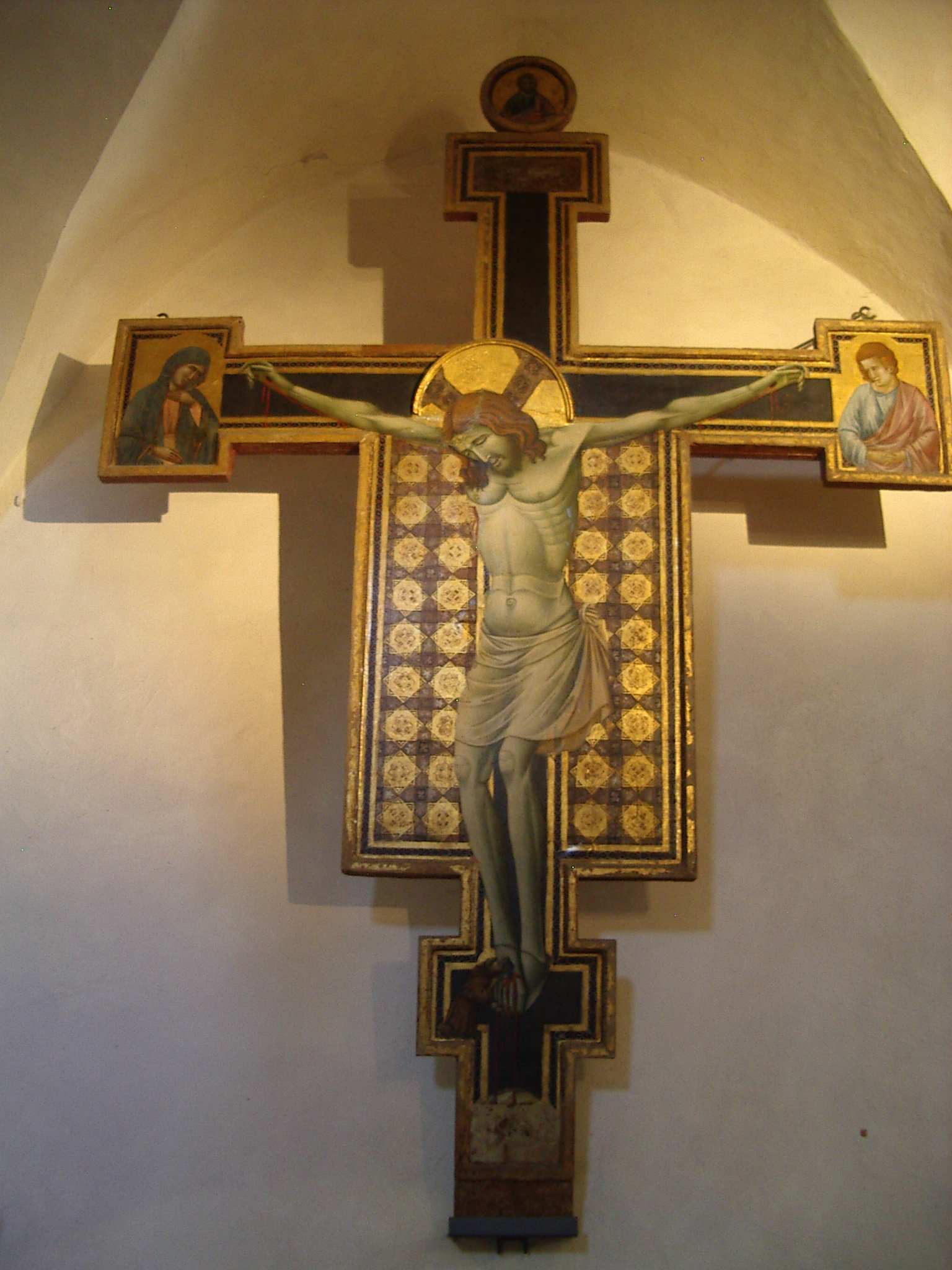
Maestro Espressionista di Santa Chiara-Crocifisso, tempera su tavola sagomata, inizi XIII secolo, Cappella del Crocifisso, Chiesa di San Francesco.

- Madonna con il Bambino e i Santi Rocco, Clemente, Francesco d'Assisi e Chiara, firmata Petrus Ranchanellus (Pietro Rancanelli), 1602, Olio su tela. Nel quadro, proveniente dalla chiesa di san Clemente in Montefalco, nell'angolo in basso a sinistra è raffigurato il committente, Fabio Tempestivi, che nel 1602 era stato eletto arcivescovo di Dubrovnik da Papa Clemente VIII. Egli volle onorare il suo benefattore con un'opera che esaltasse il nome del Papa raffigurando San Clemente, affiancato dai Santi Francesco d'Assisi e Chiara da Montefalco[7].

Sala 2
- Madonna con il Bambino, Pittore umbro, primi del XIV secolo, Tempera su tavola a fondo oro. Proveniente dal convento di San Francesco, Montefalco. L'iconografia della Vergine "serrata nel manto" e la soluzione linearistica, per esempio delle mani, derivano da immagini bizantine, ma la piccola tavola rivela qualità costruttive che si avvicinano alle esperienze toscane e soprattutto a Giotto[8].

- San Vincenzo di Saragozza, Santa Illuminata, San Nicola da Tolentino, Antonio Aquili detto "Antoniazzo Romano", fine XV secolo, Tempera su tavola a fondo oro. La grande tavola era nella chiesa di Santa Illuminata di Montefalco ed è interamente occupata dalle figure stanti dei tre Santi rappresentati. Da lavori di restauro è emerso che due delle figure sono state modificate: Santa Caterina al centro, è diventata Santa Illuminata (la ruota del martirio venne ricoperta); Sant’Antonio da Padova sulla destra, spogliato del saio francescano e rivestito di quello agostiniano è diventato San Nicola da Tolentino. L'unico Santo non modificato è San Vincenzo da Saragozza. Il curioso riadattamento dei Santi, ha posto il problema della committenza originaria dell'opera, considerando anche che l'area di attività dell'autore fu principalmente romana e laziale. Il trasferimento nella chiesa montefalchese, sembra collegato alla figura di Padre Anselmo da Montefalco che trascorse gli ultimi anni della sua vita nel Convento di Santa Maria del Popolo in Roma e potrebbe quindi aver spinto per l'assegnazione della tavola alla chiesa montefalchese[9].
- Incoronazione della Vergine tra i Santi Giovanni Battista, Severo ed Angeli, attribuita a Cristoforo di Jacopo di Marcucciora, è una tempera su tavola proveniente dalla chiesa di Sant'Agostino di Montefalco[10].

- Crocifisso con i Dolenti, Maria Maddalena e San Francesco d'Assisi, terzo quarto del XV secolo: l'opera, già nella Chiesa di San Fortunato in Montefalco, è un assemblaggio di un Crocifisso ligneo intagliato, dorato e policromato attribuito a Niccolò Liberatore detto “l'Alunno o a Ponziano di Orvieto, posto su una tavola dipinta a tempera attribuibile a Pietro di Mazzaforte o a Pierantonio Mezzastris[11], che rappresenta la Madonna a sinistra con le braccia rivolte verso il figlio, la Maddalena e San Francesco ai piedi della croce e a destra San Giovanni. Sullo sfondo due angeli inginocchiati su nuvole grigie. La scelta dei cromatismi delle pitture (il rosso acceso del sangue e degli abiti, il cielo scuro come il manto di Maria) e il Cristo posto in rilievo, pongono l'accento sulla drammaticità della Crocifissione.

Sala 3
- Madonna col Bambino, Bottega di Melozzo da Forlì, 1470 c.a., Tempera su tela. Commissionata da Alessandro Sforza, l'opera è una copia dell'immagine bizantina della Vergine Maria conservata nella Chiesa di Santa Maria del Popolo a Roma[12].

- Storie della vita di Cristo, già attribuite ad un anonimo pittore folignate e recentemente assegnate a Cristoforo di Jacopo di Marcucciora[13], Tempera su tavola. L'opera ornava la chiesa di Santa Maria a Turrita di Montefalco e rappresenta nove episodi della vita di Cristo, disposti su due pannelli anticamente uniti da cerniere. Da sinistra in alto è rappresentata l'Annunciazione, la Natività, l'Adorazione dei Magi, la Circoncisione, la Cattura, la Derisione, la Salita al Calvario, la Crocifissione. A queste scene si aggiunge in conclusione una Madonna del Latte. Le tavolette sono state adattate come predella alla Madonna col Bambino e Santi di Francesco Melanzio nella stessa chiesa, esposta nella sala 4.

Sala 4

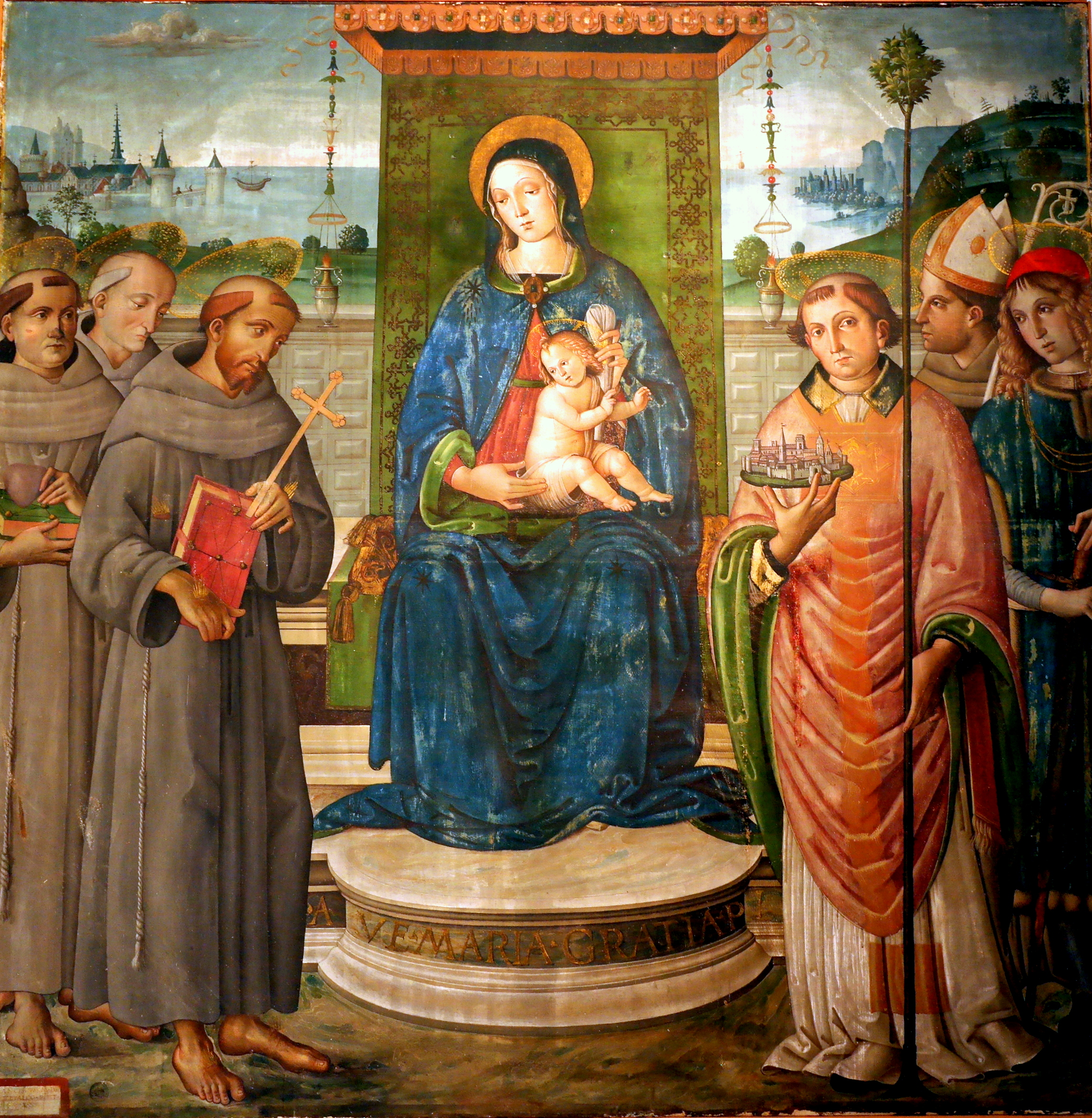
Francesco Melanzio-Madonna in trono con il Bambino e i Santi Antonio da Padova, Bernardino da Siena, Francesco d'Assisi, Fortunato, Ludovico da Tolosa e Severo

L'ultima sala ospita alcune delle opere del pittore Francesco Melanzio, nato a Montefalco intorno al 1465 (la data di morte non è nota).
- Madonna in trono con il Bambino e i Santi Antonio da Padova, Bernardino da Siena, Francesco d'Assisi, Fortunato, Ludovico da Tolosa e Severo, 1498, tempera su tela. Proveniente dalla chiesa di San Fortunato in Montefalco. La Madonna in trono con il Bambino è posta al centro dell'opera, ai lati i Santi; sulla sinistra Bernardino da Siena, Antonio da Padova e Francesco d'Assisi in primo piano; sulla destra San Ludovico da Tolosa, San Severo e San Fortunato. La composizione è organizzata su una sorta di "terrazza" che affaccia su un panorama lacustre. Il cartiglio in basso a sinistra porta la firma dell'autore e l'anno di esecuzione. L'opera, utilizzata come stendardo processionale, è considerata una delle migliori dell'artista e risente fortemente dello stile del Perugino e ancor più di quello del Pintoricchio (il lago sullo sfondo è un elemento ricorrente nelle opere del Pintoricchio)[14].

- Madonna con Bambino tra Santi Sebastiano, Pietro, Paolo e Domenico, 1487, tempera su tavola. Proveniente dalla chiesa di Sant'Agostino in Montefalco. La Madonna è al centro seduta su un trono marmoreo molto elaborato, il Bambino disteso sulle ginocchia; a sinistra i Santi Severo e Pietro, a destra Paolo e Domenico. Nel cartiglio posto in basso al centro si legge la firma dell'autore, mentre in una fascia sotto la trabeazione viene riportato il nome del committente. La tavola è l'opera più antica attribuibile al Melanzio e presenta in effetti i tratti caratteristici della prima fase dell'artista influenzata dallo stile folignate. L'opera è stata fortemente danneggiata da un incendio, soprattutto nella parte destra; nonostante i restauri del 1907 e del 1987, ancora si notano le bruciature provocate dalle fiamme[15].

- Madonna del Soccorso, fine del 1400, tempera su tavola. Proveniente dalla chiesa di Sant'Agostino in Montefalco. La Madonna è rappresentata in piedi al centro, imponente occupa in altezza tutto lo spazio dell'opera; il braccio destro alzato impugna il bastone, con la mano sinistra tiene un bambino posto in basso a destra che per sfuggire alla presa del diavolo cerca di arrampicarsi sul vestito della Vergine. Il diavolo di fattezze orrende con corna, zampe di capra, ali di pipistrello, bocca larga e il serpente attorno alla vita, è rappresentato all'estrema destra dell'opera, mentre a sinistra, è la madre del bambino, con le mani giunte in preghiera inginocchiata ai piedi della Madonna. L'iconografia dell'opera, molto diffusa in epoca rinascimentale nell'Italia centrale (soprattutto Marche e Umbria), doveva servire per scoraggiare la pratica del battesimo tardivo, tema che ebbe particolarmente a cuore soprattutto l'Ordine Agostiniano; molti dei dipinti con questo soggetto, infatti, provengono da chiese agostiniane[16]. Maestro Espressionista di Santa Chiara-Crocifisso, tempera su tavola sagomata, inizi XIII secolo, Cappella del Crocifisso, Chiesa di San Francesco [17].

- Madonna con il Bambino e i Santi Sebastiano, Fortunato, Severo e Chiara da Montefalco, 1488, tempera su tavola. Proveniente dalla chiesa di Santa Maria di Turrita in Montefalco. La Madonna e i Santi sono inseriti in un'architettura in rilievo che inquadra ogni personaggio in archetti sorretti da colonne. Nell'arco centrale, di maggiori dimensioni è la Madonna in trono con il bambino, circondata da angeli; sulla sinistra ci sono San Sebastiano e San Fortunato, a destra San Severo e Santa Chiara da Montefalco. La dedica sulla fascia sotto la trabeazione ricorda che l'opera venne realizzata in occasione della festa della Madonna, celebrata nel mese di dicembre[18]. In epoca imprecisata alla tavola furono aggiunte le tavolette con le Storie di Cristo di Cristoforo di Jacopo di Marcucciora esposte nella sala precedente.

### Chiesa di San Francesco

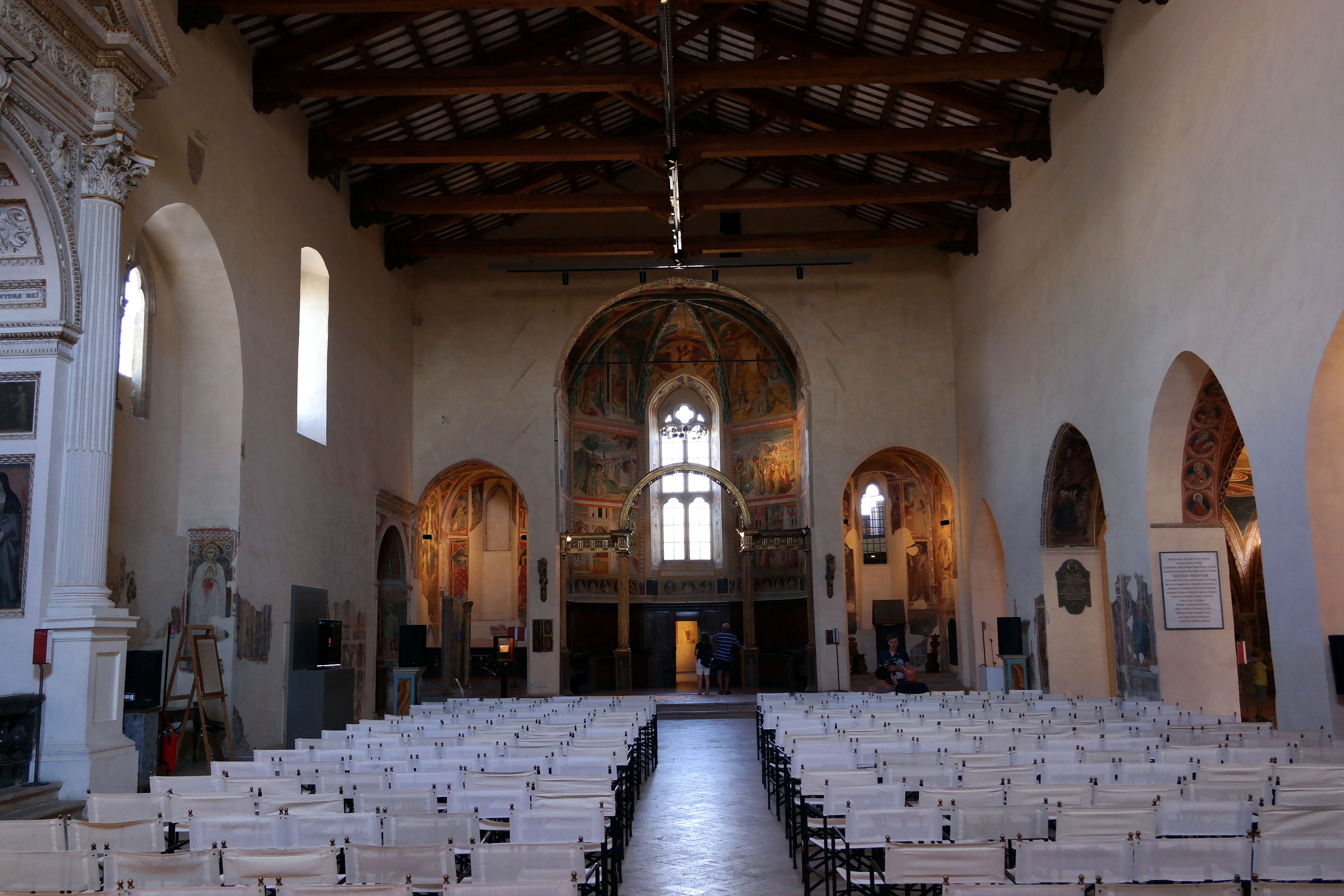
Chiesa di San Francesco, interno

La chiesa di San Francesco in Montefalco, venne costruita tra il 1335 e il 1338 in forme molto semplici che si inquadrano nel panorama dell'architettura francescana, confrontabili con la chiesa di San Francesco di Trevi e quella di Cortona. Sul finire del XIV secolo sulla parete destra si cominciarono ad aprire alcune cappelle che in poco tempo arrivarono ad allinearsi con la facciata;  agli inizi del ‘500 sul lato sinistro della controfacciata, venne costruita l'edicola affrescata dal “Perugino”, mentre tra il 1580 e il 1585 si portò a compimento la  “Cappella Bontadosi”, sul lato sinistro della navata. Al primo decennio del XVII secolo risale, la demolizione dei setti murari delle cappelle del lato destro, per ottenere una navata laterale ad imitazione della chiesa di Sant'Agostino sempre in Montefalco e l'apertura della porta d'ingresso laterale. 
L'edificio presenta un'unica navata coperta a capriate di legno sostituite alla fine dell'Ottocento con quelle attualmente visibili; l'abside pentagonale di fondo, con volta a costoloni poggiati su peducci figurati è affiancato da due cappelle a pianta rettangolare e ancora a destra da un ambiente sempre di pianta rettangolare, adibito probabilmente a sacrestia. 
Sotto l'abside la cripta e un altro vano coincidente per dimensioni e forma con quello sovrastante, sono da ritenere coevi alla costruzione della chiesa, la pianta originaria tuttavia venne modificata ed ampliata nelle epoche successive. La facciata della chiesa non venne mai portata a compimento, l'oculo circolare, ritratto da Benozzo Gozzoli in una delle scene affrescate nell'abside, venne sostituito nei primi anni del ‘600 da una grande finestra rettangolare. La decorazione pittorica conservata, eseguita ad affresco, documenta prevalentemente i secc. XV e XVI, e porta la firma di grandi artisti, quali Benozzo Gozzoli e Perugino tra i più importanti.

#### Gli affreschi di Benozzo Gozzoli nella cappella maggiore

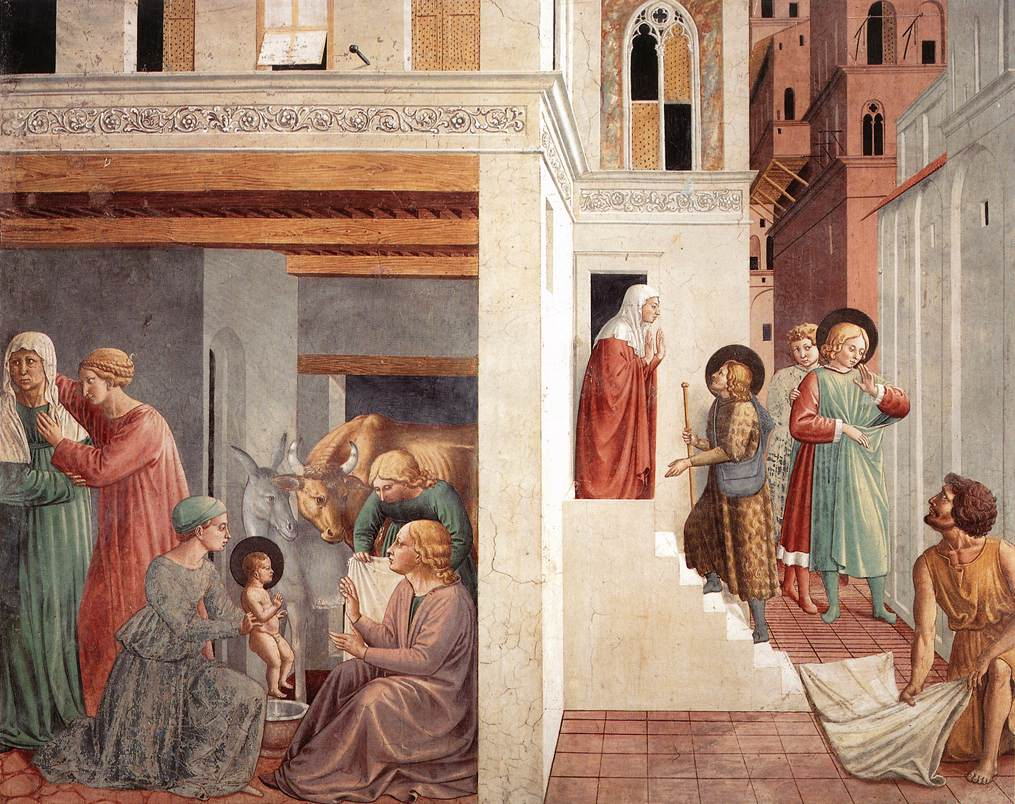
Benozzo Gozzoli- Nascita di San Francesco e Gesù in veste di pellegrino bussa alla casa di San Francesco

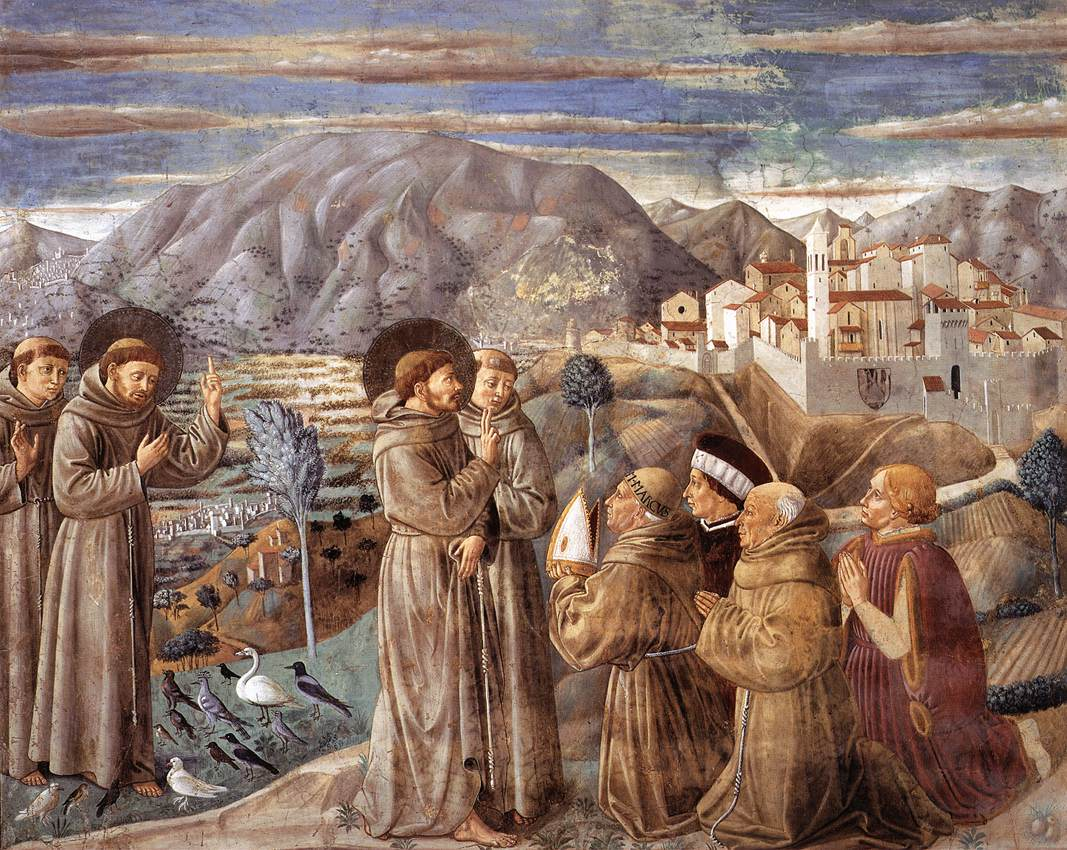
Benozzo Gozzoli- San Francesco predica agli uccelli e benedice la città di Montefalco

Benozzo di Lese di Sandro, meglio noto come Benozzo Gozzoli, venne chiamato dai frati del convento nel 1450 per affrescare l'abside centrale con le Storie della vita di San Francesco. Gozzoli realizzò un primo lavoro a Montefalco nella chiesa di San Fortunato, sede dei frati francescani osservanti e probabilmente questo spinse fra Jacopo Macthioli, priore della chiesa di San Francesco dove risiedeva invece la comunità dei frati conventuali, a commissionare gli affreschi dell'abside. Gli affreschi di Montefalco sono i primi lavori che il pittore esegue come maestro, dopo essere stato al seguito dell'Angelico (Fra Giovanni da Fiesole) tra il 1438 ed il 1443 e poi ancora nel 1447 per la decorazione della cappella di San Brizio nel Duomo d'Orvieto e la Cappella Niccolina nei Palazzi Vaticani in Roma, oltre ad aver collaborato con Lorenzo Ghiberti dal 1444 al 1447, per la decorazione delle formelle della Porta del Paradiso del Battistero di Firenze.
Questi affreschi rappresentano, a metà Quattrocento, una svolta per l'ambiente artistico umbro e il primo contatto con le innovazioni artistiche elaborate a Firenze. Gli episodi della vita del Santo d'Assisi, sono rappresentati nelle cinque pareti dell'abside al di sopra del coro ligneo, entro dodici scene disposte su tre registri sovrapposti divisi da una fascia esplicativa; la narrazione procede da sinistra verso destra partendo dal basso.
Primo registro 1-Nascita di San Francesco: rappresentata in una stalla (evidente analogia con la nascita di Cristo) - Gesù in veste di pellegrino bussa alla casa di San Francesco -Omaggio dell'uomo semplice al giovane Francesco 2- Francesco che dona il mantello ad un povero - Il sogno di Francesco; Cristo mostra in sogno al Santo un palazzo pieno di scudi con la croce 3- La rinuncia ai beni paterni 4- Preghiera di intercessione della Vergine a Cristo giudice - Incontro di San Francesco e San Domenico a Roma davanti alla Basilica Vaticana - Registro mediano 5-Il sogno di Papa Innocenzo III; al Papa appare in sogno San Francesco mentre sostiene la Chiesa del Laterano-Papa Onorio III approva la Regola Francescana 6-La cacciata dei diavoli da Arezzo; San Francesco in ginocchio con a fianco San Silvestro fuori le mura della città, pregando caccia i diavoli e fa tornare la pace 7–San Francesco predica agli uccelli presso Bevagna-San Francesco benedice la città di Montefalco e i suoi abitanti 8-Episodi dedicati al Signore di Celano; la cena, la confessione e la morte del cavaliere.
Terzo Registro

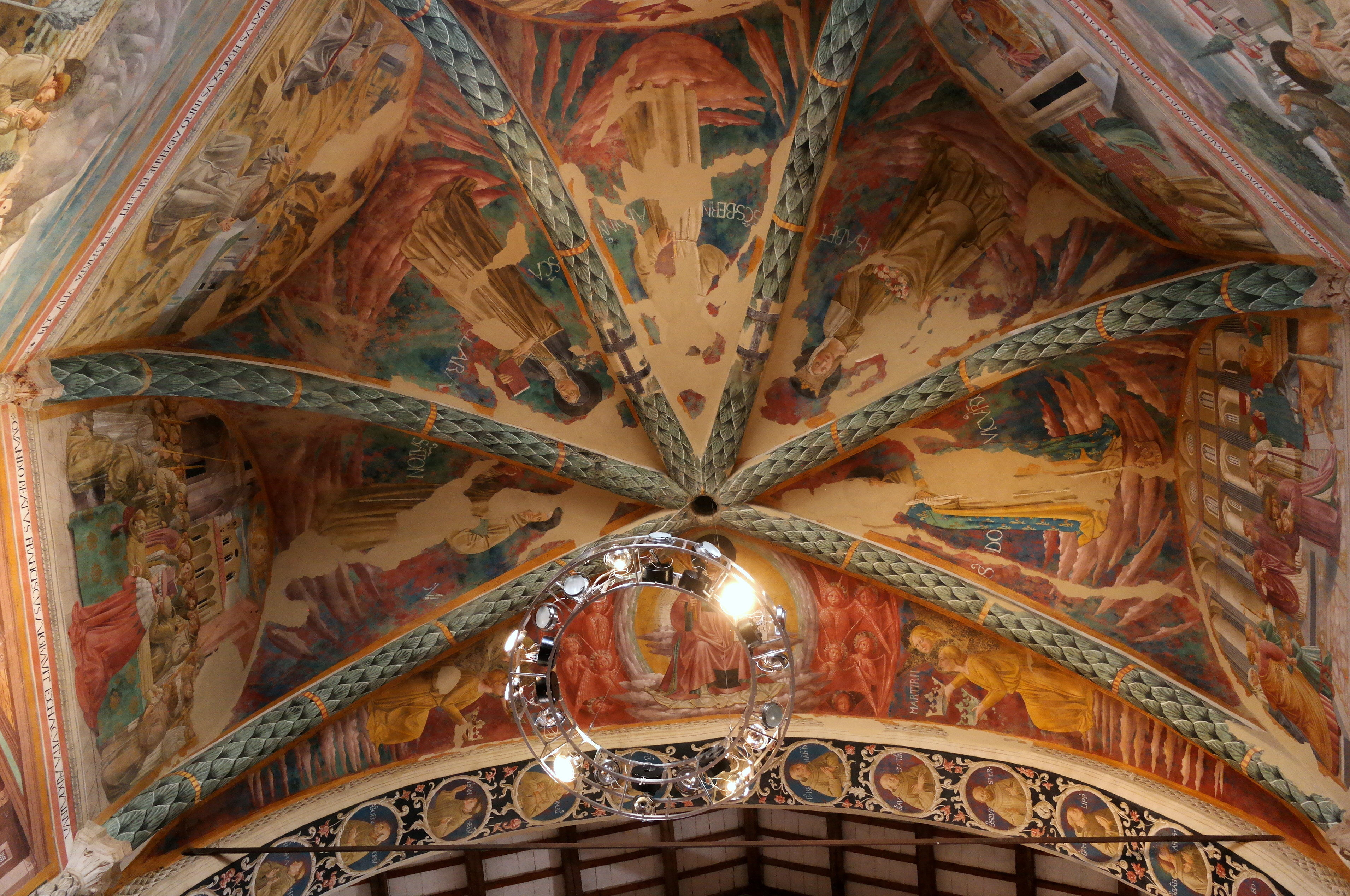
Volta Abside centrale

9-Presepe di Greccio 10-Prova del fuoco davanti al Sultano 11-San Francesco riceve le stimmate presso il Monte della Verna 12-Morte del Santo e attestazione delle stimmate. Sopra il coro, entro medaglioni disposti in una fascia orizzontale, una galleria di ritratti di francescani illustri è interrotta dai tre medaglioni posti sotto la bifora centrale, dove sono rappresentati tre fiorentini illustri: Dante, Petrarca e Giotto.
La volta, divisa in sei vele dai costoloni decorati con motivi vegetali, ospita cinque Santi dell'Ordine (da sinistra: San Ludovico da Tolosa, Santa Elisabetta d'Ungheria, San Bernardino da Siena, Santa Chiara e Sant'Antonio da Padova) e nella vela più ampia “San Francesco in Gloria tra Angeli”. L'intradosso dell'arco, ripropone il motivo dei medaglioni con San Francesco al centro e i dodici compagni.

#### La cappella di San Girolamo di Benozzo Gozzoli

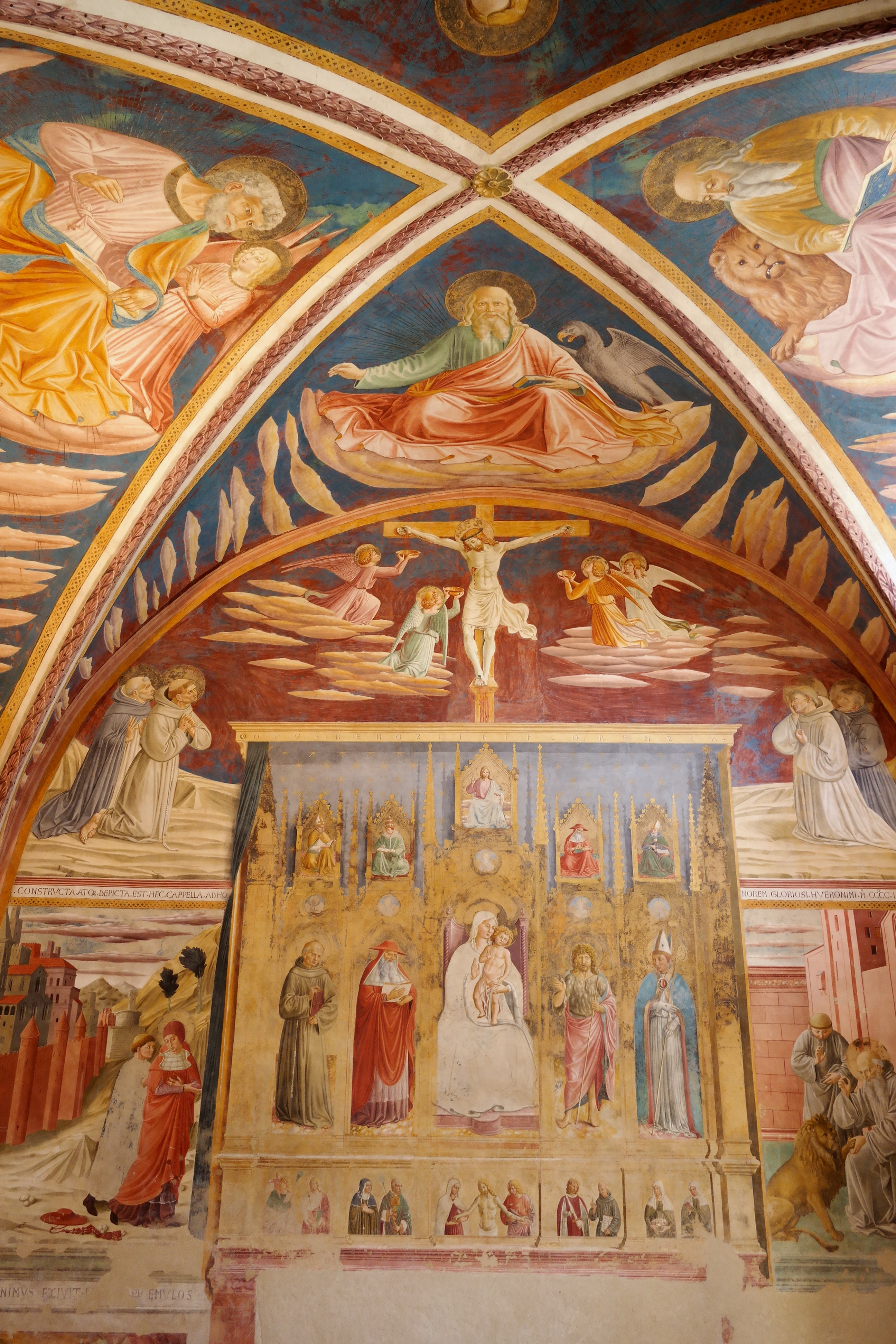
Benozzo Gozzoli - Cappella di San Girolamo

Terminati i lavori dell'abside Gozzoli nel 1452 affrescò anche la Cappella di San Girolamo, ultima delle cappelle poste sul lato destro della navata, commissionata probabilmente dal notabile montefalchese Girolamo di Ser Giovanni Battista de Filippis. Gran parte della decorazione pittorica con le storie della vita di san Girolamo, si è persa in seguito all'abbattimento del muro di sinistra e all'apertura dell'ingresso laterale della chiesa sul lato destro della cappella. Le scene sopravvissute comprendono, nell'arco d'ingresso un riquadro con Cristo Benedicente tra gli Angeli e i Santi Sebastiano, Bernardino e Caterina d'Alessandria. Alla parete destra si vedono San Girolamo mostra il leone ai monaci, il leone riconduce l'asino e i cammelli al monastero, San Girolamo penitente nel deserto. Nella parete di fondo sono la Partenza del Santo da Roma e il San Girolamo che toglie la spina dalla zampa del leone; al centro tra esse è dipinto un finto polittico con una Madonna in trono tra Santi, sovrastato da una lunetta con la Crocifissione.  Nelle vele della volta sono rappresentati i quattro Evangelisti.

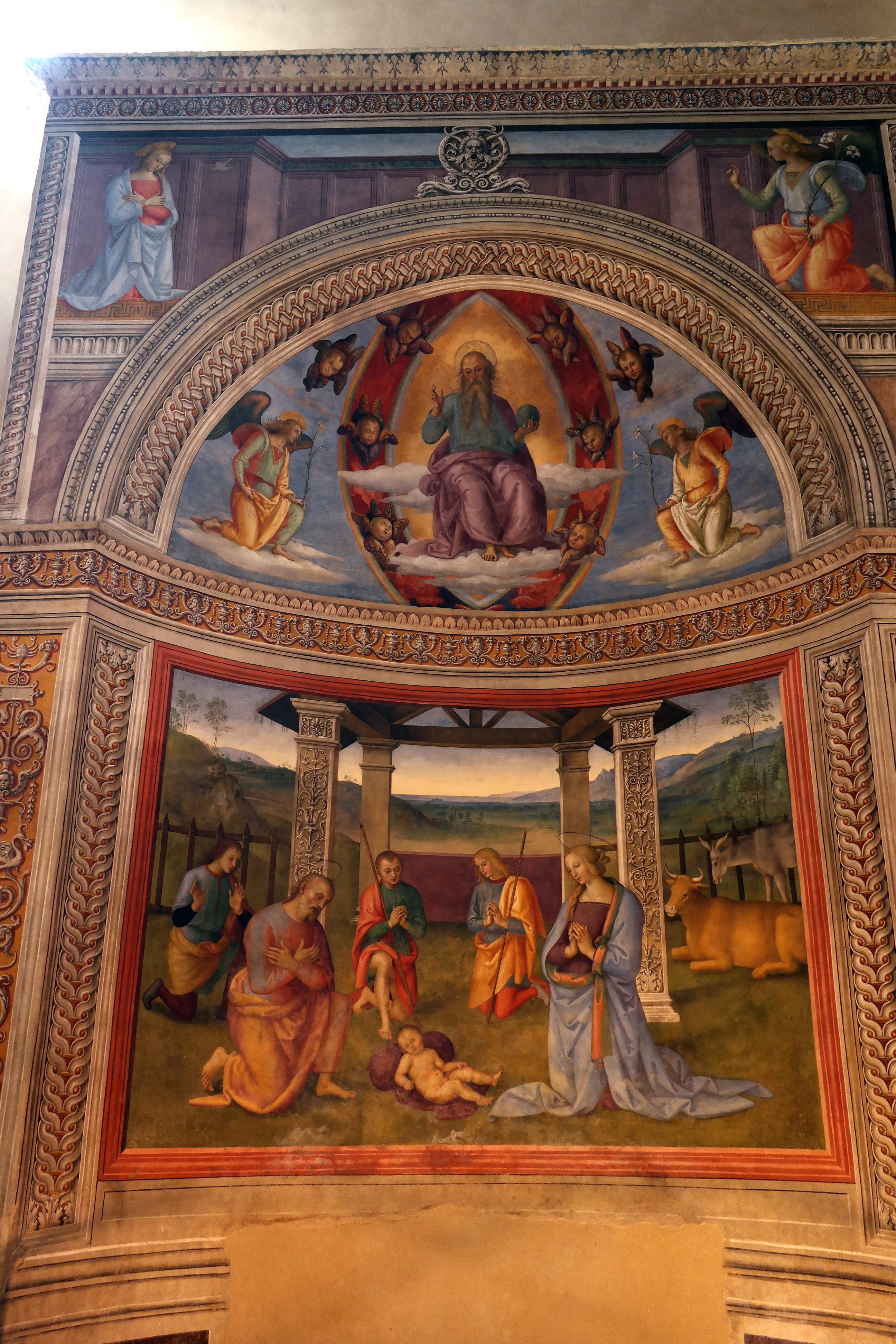
Perugino- Annunciazione, Eterno in Gloria e Nativitá, 1503, Nicchia della Nativitá o del Perugino

#### La cappella della Natività del Perugino
Oltre a Benozzo Gozzoli, va segnalata la presenza nella chiesa di Montafalco di Pietro Vannucci detto “Il Perugino”, artista di Città della Pieve, che nel 1503 dipinse ad affresco l'edicola nella parte destra della controfacciata. L'opera, se pur oggetto di una lunga vicenda critica di attribuzione, è stata infine attribuita al Vannucci, anche grazie al confronto con opere analoghe come La Natività (1503) proveniente dalla Chiesa di San Francesco del Monte a Perugia, oggi conservata nella Galleria Nazionale dell’Umbria. L'edicola presenta tre scene inquadrate da finte architetture e motivi a candelabro. In alto -l'Annunciazione; nella nicchia centrale -l'Eterno in Gloria tra gli Angeli e Natività. Lo spazio nella nicchia centrale è quasi interamente occupato dalla Natività. Il momento della nascita di Gesù viene inserito in un paesaggio verdeggiante che si perde a vista d'occhio e degrada in lontananza nei toni dell'azzurro, fino a confondersi con lo specchio d'acqua rappresentato sulla linea dell'orizzonte. La presenza dominante del paesaggio è una caratteristica della fase matura dell'artista; anche la struttura aperta della capanna serve a lasciar vagare l'occhio sulla natura che circonda i personaggi inginocchiati, intenti a rendere omaggio al figlio di Dio.

### Sezione Archeologica

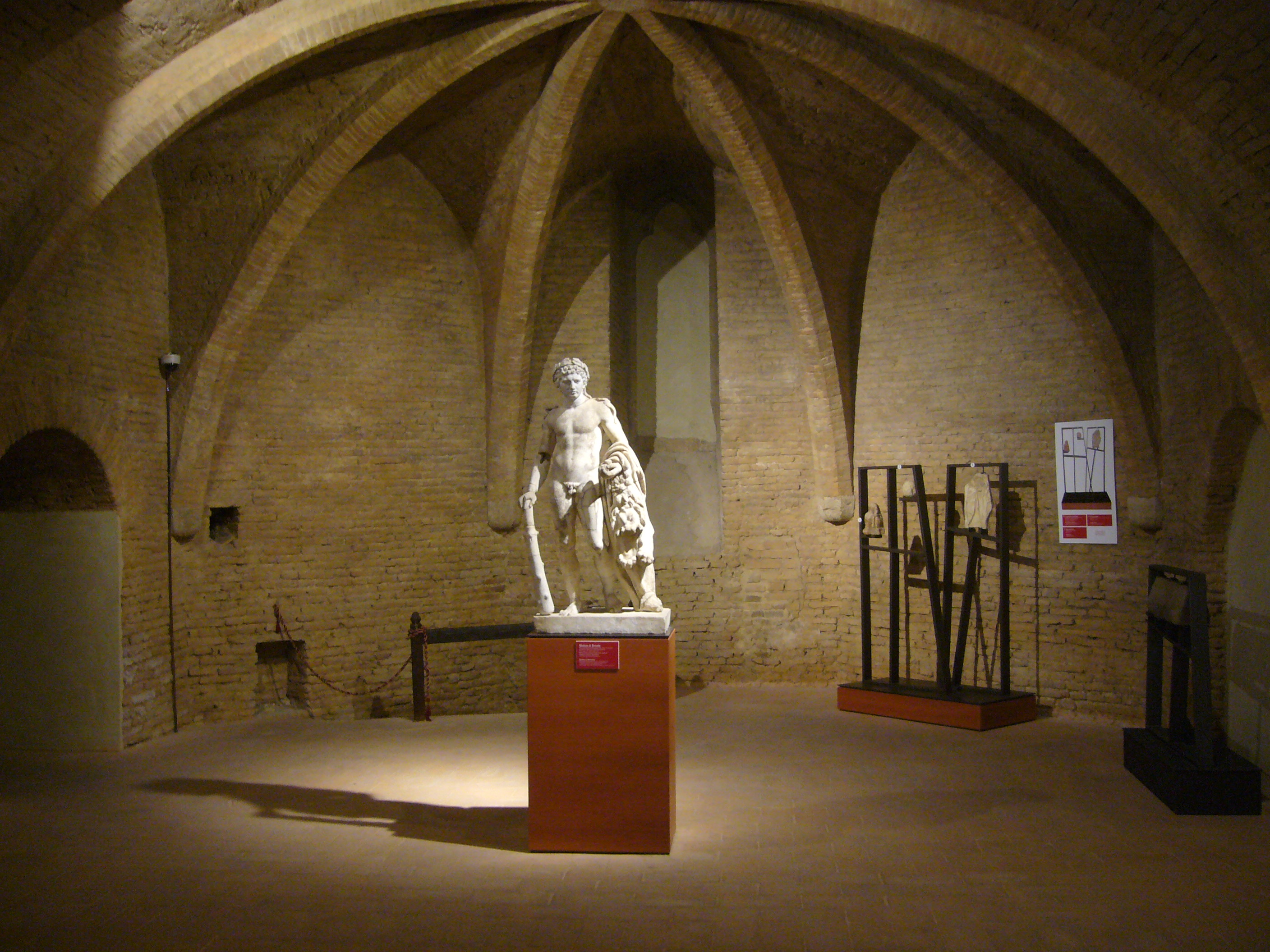
Sezione Archeologica- Statua di Ercole

La sezione archeologica è allestita nella cripta,  posta sotto l'Abside della Chiesa di San Francesco. I materiali conservati,  databili dal I secolo a.C.  al XVI secolo d.C provengono dal territorio di Montefalco ed attestano l'occupazione dell'area già in epoca romana. Il territorio, compreso tra le giurisdizioni amministrative di Spoletium, Mevania, Tuder e Trebiae, era occupato da ville patrizie, come fanno pensare alcune delle iscrizioni conservate, tuttavia la mancanza di scavi sistematici permette solo una conoscenza parziale del territorio in quel periodo. La maggior parte dei materiali, è stata rinvenuta in contesti di recupero e di riutilizzo all'interno di edifici di epoca medievale, periodo al quale risale la fondazione della città (XI-XII secolo).
I reperti di epoca romana sono databili tra il I secolo a.C. ed il IV d.C.; il più antico è un  Coperchio di urna cineraria in arenaria, con iscrizione redatta in lingua latina ed alfabeto umbro, datato tra il II e il I secolo a.C.
Al I secolo a.C. (o inizi del I secolo d.C.), si data la Statua di Ercole ritenuta una copia di un'opera greca del IV secolo a.C.  Ercole, viene rappresentato nudo appoggiato con la mano destra alla clava nodosa;  la leontè (pelle del leone di Nemea) sul braccio sinistro e i pomi delle Esperidi nella mano sinistra, ricordano due delle dodici fatiche compiute dall'eroe. La statua in marmo bianco, venne restaurata con parti di marmo di tipo italico, probabilmente nel XVIII sec.
Di notevole pregio è una lastra di marmo bianco di tipo lunense decorata a rilievo, datata al I secolo d.C. La decorazione presenta un motivo molto diffuso soprattutto nell'arte corinza: un grande cespo di acanto con foglie e fiore centrale, da cui si dipartono simmetricamente, viticci arricciati in grandi volute. In età medievale la lastra divenne mensa d'altare, come mostra l'iscrizione posta sul lato superiore e successivamente venne intagliata e privata di parte della decorazione per adattarla a lavabo. Importanti, ai fini della conoscenza storica del territorio, sono le iscrizioni, per la maggior parte a carattere funerario. Tra le più interessanti: - Stele funeraria conformata ad altare del I secolo d.C., in marmo bianco di tipo lunense, dedicata da Publius Aelius Primitivus,  un liberto, al figlio scomparso prematuramente. Il testo dell'iscrizione indica Mevania come luogo di nascita del defunto, a sottolineare probabilmente il raggiungimento dello stato giuridico e sociale e la possibilità, quindi, di ottenere la cittadinanza romana. L'altare è stato recuperato dalla chiesa San Bartolomeo a Montefalco, dove veniva utilizzato come acquasantiera.

### Cantine dei frati
Le antiche cantine del convento sono state scoperte durante i lavori di ampliamento dei sotterranei del museo, iniziati nel 2002 e terminati nel 2006. Dagli scavi sono emersi tre ambienti che conservano le antiche vasche in muratura per la raccolta e la pigiatura delle uve e per contenere i mosti. La costruzione delle cantine è databile tra il 1400 e il 1600; la produzione di vino da parte dei frati è ampiamente documentata dagli statuti comunali. I materiali esposti (torchi, attrezzi e utensili per la produzione e la conservazione del vino) sono databili in un periodo compreso tra il XVIII e il XIX secolo. L'allestimento permanente, messo a disposizione da un'associazione privata (“Associazione studio e ricerca delle Tradizioni Popolari Umbre - Marco Gambacurta”), ricalca quella che doveva essere la disposizione degli attrezzi antichi, di cui si ha notizia grazie ad un inventario (“Inventario dei beni mobili del Convento dei Frati Minori conventuali della Chiesa di San Francesco”) del 1798, conservato presso la sezione di Archivio di Stato di Spoleto, in cui vengono elencati i materiali presenti nelle cantine.
Nel primo ambiente sono conservate due vasche, una destinata alla raccolta delle uve da pigiare, l'altra per l'alloggio del torchio a trave pressante, come testimonia la nicchia dove veniva ancorata la trave. Entrambe le vasche sono collegate attraverso una canaletta ad altre due vasche infossate, per la raccolta dei mosti. Nel secondo ambiente è presente un'unica grande vasca collegata ad un'altra ricavata dal pavimento. La decorazione ad affresco delle pareti fa pensare che la stanza inizialmente avesse una diversa destinazione d'uso. Un terzo ambiente, dove sono conservate altre due vasche, venne ricavato in uno dei locali ottenuti dall'ampliamento del convento del 1600.